# Nnedi Okorafor
Nnedimma Nkemdili Okorafor, també coneguda com a Nnedi Okorafor-Mbachu (Cincinnati, 8 d'abril de 1974), és una escriptora de gènere fantàstic, ciència-ficció i ficció especulativa. Okorafor és nascuda als Estats Units de pares nigerians d'ètnia Igbo. Els seus pares van anar-hi a estudiar però no van poder retornar per causa de la guerra civil nigeriana, també anomenada Guerra de Biafra (1967-1970).
En la seva narrativa barreja temàtiques típicament nord-americanes amb influències culturals de l'Àfrica occidental. Els seus llibres per a públic infantil i juvenil han estat reconeguts amb premis com el Wole Soyinka Prize for Literature in Africa per Zahrah the Windseeker l'any 2008, el Macmillan Writers Prize for Africa del 2007-2008 per Long Juju Man o el Carl Brandon Parallax Award al 2005.
Recentment ha rebut els més prestigiosos premis de literatura fantàstica en anglès, essent una de les poques persones que ha guanyat la tríada dels Premi Hugo, Premi Nebula, i el Premi Eisner.

## Obres
Amb el nom de Nnedi Okorafor-Mbachu ha publicat:
- Zahrah the Windseeker (2005, Houghton Mifflin Harcourt; paperback 2008, Graphia/Houghton Mifflin Harcourt)
- The Shadow Speaker (2007, Hyperion/Disney)

Com a Nnedi Okorafor:
- Long Juju Man (2009, Macmillan)
- Iridessa and the Fire-Bellied Dragon Frog (2011, Disney Books)
- Akata Witch (2011, Viking/Penguin)
- Who Fears Death (2010, DAW/Penguin), editat en català per Raig Verd el 2019: Qui tem la mort?, traducció de Blanca Busquets ISBN 9788417925000 i en castellà Quien teme a la muerte, traducció de Carla Bataller (2019, Crononauta) ISBN 9788494795893
- Kabu Kabu (2013, Prime Books)
- Laguna (Lagoon) (2014, Hodder & Stoughton Ltd.) (2015, Saga Press/Simon & Schuster)
- The Book of Phoenix (2015, DAW/Penguin/PRH) (prequel di Who Fears Death)
- Binti (2015, Tor.com)
- Binti 2: Home (2017, Tor.com)
- Binti 3: The Night Masquerade (2017, Tor.com)

## Guardons
- 2020: Premi Eisner al millor àlbum gràfic per LaGuardia.
- 2020: Premi Hugo al millor àlbum gràfic per LaGuardia.
- 2019: Premi Ignotus per Binti.
- 2016: Premis Nebula a la millor novel·la per Binti.
- 2016: Premi Hugo a la millor novel·la per Binti.
- 2012: Premi Carl Brandon a la millor novel·la per "Who Fears Death".[2]
- 2011: Premi World Fantasy a la millor novel·la per "Who Fears Death".
- 2011: Finalista del premi James Tiptree Jr. per "Who Fears Death".
- 2008: Premi Carl Brandon a la millor novel·la per "The Shadow Speaker ".